# Religionsfreiheit in Norwegen
Religionsfreiheit in Norwegen wird durch die Verfassung garantiert. Von unabhängigen Beobachtern wird die Lage der Religions- und Weltanschauungsfreiheit in Norwegen als vergleichsweise gut bewertet. Eine Herausforderung für die Religions- und Weltanschauungsfreiheit in Norwegen stellt das traditionelle Staatskirchenrecht dar, das lange Zeit exklusive Privilegien für die lutherische Kirche von Norwegen vorgesehen hatte, der der Status einer Staatskirche zugeschrieben wurde. Durch Reformen 2012 wurden Defizite in diesem Bereich behoben.

## Normierungen

### Verfassungsrechtlicher Rahmen
In der Verfassung des Königreichs Norwegen ist die Religions- und Weltanschauungsfreiheit in Artikel 16 festgeschrieben:
„Alle Einwohner des Königreichs haben das Recht auf freie Religionsausübung. Die Kirche von Norwegen, eine evangelisch-lutherische Kirche, bleibt die Volkskirche [(norwegisch: folkekirke)] von Norwegen und wird als solche vom Staat unterstützt. Detaillierte Bestimmungen über ihre Ordnung werden per Gesetz festgelegt. Alle Religions- und Weltanschauungsgemeinschaften müssen gleichermaßen unterstützt werden.“

### Völkerrechtlicher Rahmen
Norwegen hat den Internationalen Pakt über bürgerliche und politische Rechte am 20. März 1968 unterzeichnet und am 12. März 1972 ratifiziert, der unter Artikel 18 das Recht auf Gedanken-, Gewissens- und Religionsfreiheit ausformuliert.

## Historische Entwicklung im Hinblick auf die Religionsfreiheit

### Reformen weg von einer Staatskirche
Wie auch in anderen nordischen Ländern gab es in Norwegen lange Zeit eine Staatskirche. Der lutherischen „Kirche von Norwegen“ wurde bis dahin dieser Status zuteil. 2008 brachten die Parteien des norwegischen Parlaments fraktionsübergreifend Vorschläge für Verfassungsänderungen ein, um das Verhältnis zwischen Staat und Kirche neu zu ordnen. Am 21. Mai 2012 wurde die Verfassung Norwegens dementsprechend durch das norwegische Parlament geändert. Für die Verfassungsänderung stimmten 161 Abgeordnete, nur 3 Abgeordnete stimmten dagegen. Artikel 2 der Verfassung sieht seitdem kein „öffentliches Bekenntnis“ des Staates mehr vor. Stattdessen wird nun das „christliche und humanistische Erbe“ als Wertegrundlage aufgeführt.

## Organisationen und Initiativen für die Förderung der Religions- und Weltanschauungsfreiheit mit Sitz in Norwegen
- Stefanusalliansen[6]
- International Panel of Parliamentarians for Freedom of Religion or Belief (IPPFoRB)[7]